# خدوش

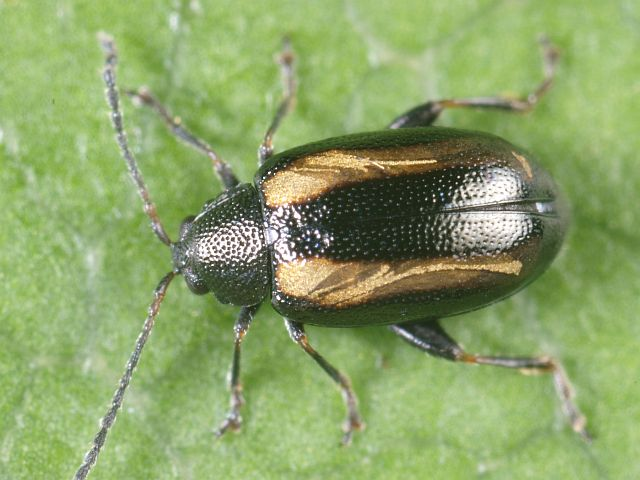
خدوش متماوج

خَدُوش أو خنفساء برغوثة جنس من خنافس البراغيث في فصيلة خنفسة الأوراق. هناك ما لا يقل عن 300 نوع موصوف في جميع أنحاء العالم. طولها يراوح من ٢ إلى ٤ مم. لونها يختلف مع النوع. يركب النباتات الصليبية ولا يعف عن مشاتل التبغ. قوته ما يمتص من العصارة. يرقاته دقيقة نحيلة سمراء اللون تلغم الأوراق والجذوع والجذور.

## الآفات الزراعية
العديد من الأنواع هي آفاتٌ للدخن والسرغم 

## الأنواع
من أنواع:
- خدوش متماوج
- خدوش مخطط